# 구이충지
구이충지(桂崇基, 1901년 3월 27일 ~ 1990년 9월 20일)는 중화민국의 정치인이다. 자(字)는 정정(徵征)이기에 구이정정(桂徵征)이라고도 불렸다.

## 생애

### 주요 이력
일찍이 미국 유학을 다녀왔고 1925년 2월 당시 중화민국 광둥 성 광저우 시장 쑨커(孫科)의 비서관 직으로 중화민국 국민정부 공직 첫 입문하였으며 같은 해 1925년 3월 12일 쑨원(孫文) 前 중화민국 대통령의 상례(喪禮)를 목도하기도 한 그는 중국국민당(中國國民黨)의 원로 3세대 중 일원이기도 하다. 또한 다이지타오 중화민국 고시원 원장의 비서관 직을 거쳐 자유중화민국 둥우 대학교 총장 직을 지낸 그는 중화민국 총통을 지낸 장제스(蔣介石)의 마지막 간접 측근 중 일원이기도 하다.